# Typ R.1 (Straßenbahn Timișoara)
Als Typ R.1 wurde eine neun Fahrzeuge umfassende Serie zweiachsiger Straßenbahn-Beiwagen der Straßenbahn Timișoara in Rumänien bezeichnet. Die normalspurigen Einrichtungsfahrzeuge mit Stahlaufbau baute der örtliche Verkehrsbetrieb, damals noch Întreprinderea de Transport Timișoara (I.T.T.) genannt, in den 1960er-Jahren aus älteren Zweirichtungs-Beiwagen mit Holzaufbau um.
Die R.1-Beiwagen waren baugleich mit den neun zwischen 1962 und 1964 entstandenen T1-62-Triebwagen mit den Nummern 71–79, die wiederum optisch den etwas älteren V954-Großraumwagen von Electroputere ähnelten. Die neun umgebauten Anhänger entstanden wie folgt aus in den 1920er-Jahren hergestellten C-Beiwagen, wobei die zuerst umgebauten Wagen zunächst die Nummern ihrer Spenderwagen behielten und erst im Laufe des Jahres 1964 umnummeriert wurden:
| 1962: | 21, 22         | ehemals Typ C 64, 65         |
| 1963: | 23             | ehemals Typ C 66             |
| 1964: | 24, 25, 26, 27 | ehemals Typ C 11, 68, 67, 69 |
| 1966: | 28, 29         | ehemals Typ C 70, 71         |

Jedem T1-62-Triebwagen war dabei ursprünglich ein bestimmter R.1-Beiwagen zugeteilt, die Zusammengehörigkeit war anhand der gleichen Endziffer erkennbar – zum Beispiel Zug 71–21. Nachdem jedoch sechs der neun Zugfahrzeuge 1969 zu Zwillingstriebwagen zusammengefügt worden waren, kamen die R.1-Anhänger auch hinter den Triebwagenbaureihen Gb 2/2, V954 und V58 zum Einsatz.
In der zweiten Hälfte der 1970er Jahre ersetzte die Straßenbahngesellschaft schließlich alle R.1-Beiwagen durch modernere Timiș-2-Großraumzüge. Um in der Übergangszeit Doppelnummerierungen mit diesen zu vermeiden, wurden die R.1 noch im Jahr 1975 in 421–429 umgezeichnet, da im gleichen Jahr die entsprechenden Timiș-2-Beiwagen mit den Nummern 21 bis 29 ausgeliefert wurden. Von den neun R.1-Beiwagen blieb keiner erhalten.